# Platyplectrus babarabicus
Platyplectrus babarabicus är en stekelart som först beskrevs av Svetlana N. Myartseva 1989.  Platyplectrus babarabicus ingår i släktet Platyplectrus och familjen finglanssteklar. Inga underarter finns listade i Catalogue of Life.